# Cagnoli (famiglia)
I Cagnoli, originari di Saint-Martin-Vésubie (Provenza), furono grandi proprietari terrieri della zona, investiti del feudo di Sainte-Agnès e del titolo comitale nel 1766 dai Savoia. Nel corso di più di due secoli diedero ufficiali, avvocati, notai, uomini di legge, medici, ecclesiastici, sindaci, dirigenti ed amministratori locali.

## Storia
Quando nel 1605/1611 compaiono le prime tracce documentate dei Cagnoli a Saint-Martin–Vésubie, la famiglia possiede già forti radici locali con un rilevante patrimonio fondiario ed importanti relazioni sociali ed economiche, che testimoniano d'una loro più antica residenza nel luogo.
Verso la fine del XVIII secolo sono già grandi proprietari terrieri (delle migliori terre della zona) e ricoprono importanti ruoli sociali e amministrativi comunali che con stima e competenza conserveranno per duecento anni, fino all'inizio del XX secolo. Stima e competenza che portò a nominare la via principale di Saint-Martin in onore all'ultimo sindaco della famiglia Cagnoli.
Famosa resta la missione, condotta con successo dall'avvocato Jean-Baptiste Cagnoli alla fine del XVII secolo presso i Savoia, per far sì che Saint Martin non diventasse mai feudo ma restasse comune libero.